# Liste der Bodendenkmale in Oberharz am Brocken
In der Liste der Bodendenkmale in Oberharz am Brocken sind alle Bodendenkmale der Stadt Oberharz am Brocken und ihrer Ortsteile aufgelistet. Grundlage ist die Auflistung von Johannes Schneider aus dem Jahr 1986 und die Veröffentlichung der Landesdenkmalliste mit Stand vom 25. Februar 2016. Die Baudenkmale sind in der Liste der Kulturdenkmale in Oberharz am Brocken aufgeführt.
| Denkmal-ID | Fundart            | Ortsteil       | Bezeichnung                                                                    | Zeitstellung | Lage | Bemerkungen | Bild |
| ---------- | ------------------ | -------------- | ------------------------------------------------------------------------------ | ------------ | --- | --- | ---- |
| 428301007  | Befestigung > Burg | Benneckenstein | Höhenburg „Burgstraße“                                                         | Mittelalter  | im Westteil der Stadt (Lage)                                                                                      | Keine erkennbaren Strukturen, da überbaut. Lag auf einer Anhöhe nordwestlich des Ortes und wurde 1627 zerstört. |      |
| 428301008  | Befestigung > Burg | Benneckenstein | überbaute Höhenburg, Kirchturm                                                 | Mittelalter  | Ostteil der Stadt ()                                                                                              | komplett überbaut, keine Strukturen eines archäologischen Bodendenkmals mehr erkennbar |      |
| 428301037  | Befestigung > Burg | Elbingerode    | Burgstelle „Susenburg“                                                         | undatiert    | Höhenlage über der Bode, südlich (Lage)                                                                           | Aus dem Felsen herausgearbeitete Burganlage mit umlaufendem Ringgraben und vorgelagerten Abschnittswällen und Gräben. |      |
| 428301040  | Wüstung            | Elbingerode    | Wüstung Erdfelde mit Kirchenfundamenten, Hohlwegen und Hochäckern              | Mittelalter  | Wiese, nordöstlich (Lage)                                                                                         | Schwache Strukturen im Boden erkennbar. |      |
| 428301039  | Wüstung            | Elbingerode    | Wüstung Bodfeld mit Andreaskirche (Fundamente) „Papenberg“                     | Mittelalter  | im Wald, südlich (Lage)                                                                                           | Kirchenfundament mit flachem Wall umgeben, umwallter Bereich ca. 50 × 70 m |      |
| 428301038  | Befestigung > Burg | Elbingerode    | überbaute Höhenburg                                                            | Mittelalter  | Ruine, ehemaliges Amt, „Schloß“, im Ort (Lage)                                                                    | Ursprüngliche Burg des 12. Jh. Nur 35 × 50 m groß, durch einen Graben von der etwa gleich großen Vorburg getrennt. 1514 Neubau als Renaissance-Schloss, 1753 bei Großbrand zerstört. Von der Ruine sind nur noch Grundmauern und Kellergewölbe vorhanden. |      |
| 428301041  | Befestigung > Burg | Elend          | Burgruine „Elendsburg“                                                         | undatiert    | Bodetal, nordnordwestlich (Lage)                                                                                  | |      |
| 428301042  | Befestigung > Wall | Hasselfelde    | Burgwall „Käseberg“, „Höhenburg“ (Jagdhof Hasselfelde, auch „Alte Königsburg“) | Mittelalter  | dicht östlich (Lage)                                                                                              | auf Bergsporn direkt über dem Ort, Steilhang nach W+SW, sonst durch Wall-Graben geschützt, im Osten ein zusätzlicher Wall im Inneren auf dem Burghügelplateau                                                                                             |      |
| 428301043  | Befestigung        | Hasselfelde    | Burgstelle „Trageburg“                                                         | Mittelalter  | Höhenburg östlich über der Rappbode, 1,6 km nördlich von Trautenstein, 4,2 km nordwestlich von Hasselfelde (Lage) | kleine Burganlage auf dem Bergsporn über der Rappbode durch Abschnittsgraben separiert, keine Bebauungsreste |      |
| 428301059  |                    | Königshütte    | Ackerklippenhöhle                                                              | undatiert    | Osthang des Bodetals, dicht am Ort, Straße ‚Ackertklippe‘ (Lage)                                                  | Kleinere Höhlen und kleinere Klüfte in Felswand „Ackertklippe“, nicht begehbar. |      |
| 428301060  | Wüstung            | Königshütte    | Wüstung Bodfeld mit Schlackenhalde und Eisenerzpingen                          | Mittelalter  | nordöstlich (Lage)                                                                                                | Denkmal nicht lokalisiert, befindet sich in unmittelbarer Nähe der „Wüstung Bodfeld mit Andreaskirche“. (Evtl. doppelt?) |      |
| 428301058  | Befestigung > Burg | Königshütte    | Burgruine „Königsburg“                                                         | Mittelalter  | Höhenburg, südlich (Lage)                                                                                         | Burganlage mit zwei Gräben, Wall und Ringmauer gesichert. Reste der Bebauung sowie der Ringmauer sind erhalten. Die Burg stammt wohl aus dem 13./14. Jh., steht aber auf einer älteren Anlage.                                                            |      |
| 428301066  |                    | Rübeland       | Brandeshöhle                                                                   | undatiert    | Bodesüdhang, dicht westlich ()                                                                                    | |      |
| 428301065  |                    | Rübeland       | Hermannshöhle                                                                  | undatiert    | Bodesüdhang, im Ort (Lage)                                                                                        | |      |
| 428301064  |                    | Rübeland       | Baumannshöhle, mit altem Eingang                                               | undatiert    | Bodenordhang, im Ort (Lage)                                                                                       | |      |
| 428301063  | Befestigung > Burg | Rübeland       | Burgruine „Birkenfeld“                                                         | Mittelalter  | Südhang der Bode, über dem Ort, am Schießstand (Lage)                                                             | kleine Burganlage auf Bergsporn; ruinenhafte Bebauungsreste als Aussichtspunkt touristisch genutzt; die ursprünglich vorhandenen Gräben (Vorburgbereich) sind offensichtlich verfüllt                                                                     |      |
| 428301051  | Wüstung            | Rübeland       | Wüstung Hordeshusen mit Eisenerzpingen und Kirchenfundament                    | Mittelalter  | vermutlich liegt die Wüstung sowohl auf dem Gebiet von Hüttenrode als auch auf dem Gebiet von Rübeland (Lage)     | |      |
| 428301068  | Befestigung > Burg | Stiege         | überbaute Burgstelle                                                           | undatiert    | Höhenburg, dicht nördlich (Lage)                                                                                  | Burgstelle komplett überbaut mit Schloss, Turm der ehemaligen Burg im Schloss verbaut, „To dem Styge“; Gräben sind verschüttet und der Wall abgetragen |      |
| 428301069  | Wüstung            | Stiege         | Wüstung Selkenfelde mit Kirchenfundament der Selkirche                         | Mittelalter  | Selkequellbereich, südöstlich (Lage)                                                                              | Das Fundament der Kirche ist auf dem vermutlich aufgeschütteten Hügel noch recht gut zu erkennen. |      |
| ?          |                    | Stiege         | Viereckschanze                                                                 |              | Höhenlage, Selkenordhang, südöstlich des Orts (Lage)                                                              | Schanze bei Selkenfelde |      |